# Europese kampioenschappen veldrijden 2020
De Europese kampioenschappen veldrijden 2020 waren de 18de editie van de Europese kampioenschappen veldrijden georganiseerd door de UEC. Het kampioenschap vond plaats op zaterdag 7 november en zondag 8 november 2020 in het Nederlandse Rosmalen. Het kampioenschap werd georganiseerd door de Stichting Grote Prijs van Brabant/Libema Profcycling BV onder auspiciën van de Europese Wielerunie.
Het kampioenschap bestond uit de volgende categorieën:
| • Mannen elite (23 jaar en ouder)   | 0000 1998 en ouder |
| • Mannen beloften (19 t/m 22 jaar)  | 0000 1999 - 2002   |
| • Jongens junioren (17 t/m 18 jaar) | 0000 2003 - 2004   |
|                                     |                    |
| • Vrouwen elite (23 jaar en ouder)  | 0000 1998 en ouder |
| • Vrouwen beloften (19 t/m 22 jaar) | 0000 1999 - 2002   |
| • Meisjes junioren (17 t/m 18 jaar) | 0000 2003 - 2004   |

De categorieën jongens junioren en meisjes junioren waren afgelast vanwege de aangescherpte coronamaatregelen.

## Programma
Alle tijden zijn lokaal (UTC+1).
| Datum                    | Tijd          | Categorie                         |
| ------------------------ | ------------- | --------------------------------- |
| Zaterdag 7 november 2020 | 12:30 - 13:25 | Mannen beloften                   |
| Zaterdag 7 november 2020 | 14:00 - 15:00 | Vrouwen elite                     |
| Zaterdag 7 november 2020 | 15:45 - 16:35 | Jongens junioren                  |
| Zondag 8 november 2020   | 12:00 - 12:50 | Meisjes junioren Vrouwen beloften |
| Zondag 8 november 2020   | 13:30 - 14:35 | Mannen elite                      |

## Belgische en Nederlandse selectie

### België
- Mannen elite − Thijs Aerts, Toon Aerts, Vincent Baestaens, Quinten Hermans, Eli Iserbyt, Daan Soete, Laurens Sweeck en Michael Vanthourenhout
- Vrouwen elite − Sanne Cant, Alicia Franck, Loes Sels, Joyce Vanderbeken, Ellen Van Loy, Laura Verdonschot, Karen Verhestraeten en Suzanne Verhoeven[3]
- Mannen beloften − Geen afvaardiging, vanwege Belgische coronomaatregelen
- Vrouwen beloften − Geen afvaardiging, vanwege Belgische coronomaatregelen[4]
- Jongens junioren − Afgelast
- Meisjes junioren − Afgelast

Bondscoach: Sven Vanthourenhout

### Nederland
- Mannen elite − Lars van der Haar, Corné van Kessel, David van der Poel, Stan Godrie en Maik van der Heijden
- Vrouwen elite − Ceylin del Carmen Alvarado, Annemarie Worst, Lucinda Brand, Yara Kastelijn, Denise Betsema en Sophie de Boer
- Mannen beloften − Ryan Kamp, Pim Ronhaar, Tim van Dijke, Mees Hendrikx, Kyle Achterberg, Luke Verburg, Hugo Kars en Bart Artz
- Vrouwen beloften − Inge van der Heijden, Manon Bakker, Aniek van Alphen, Shirin van Anrooij, Puck Pieterse, Fem van Empel en Susanne Meistrok[5]
- Jongens junioren − Afgelast
- Meisjes junioren − Afgelast

Bondscoach: Gerben de Knegt

## Medailleoverzicht
| Categorie        | Goud                               | Goud                               | Zilver                             | Zilver                             | Brons                              | Brons                              |
| Mannen           | Mannen                             | Mannen                             | Mannen                             | Mannen                             | Mannen                             | Mannen                             |
| ---------------- | ---------------------------------- | ---------------------------------- | ---------------------------------- | ---------------------------------- | ---------------------------------- | ---------------------------------- |
| Mannen elite     | Eli Iserbyt                        | 1u04'28"                           | Michael Vanthourenhout             | + 16"                              | Lars van der Haar                  | + 22"                              |
| Mannen beloften  | Ryan Kamp                          | 51'28"                             | Thomas Mein                        | + 12"                              | Cameron Mason                      | + 13"                              |
| Jongens junioren | Afgelast vanwege coronamaatregelen | Afgelast vanwege coronamaatregelen | Afgelast vanwege coronamaatregelen | Afgelast vanwege coronamaatregelen | Afgelast vanwege coronamaatregelen | Afgelast vanwege coronamaatregelen |
| Vrouwen          |                                    |                                    |                                    |                                    |                                    |                                    |
| Vrouwen elite    | Ceylin del Carmen Alvarado         | 40'45"                             | Annemarie Worst                    | z.t.                               | Lucinda Brand                      | + 22"                              |
| Vrouwen beloften | Puck Pieterse                      | 40'56"                             | Kata Blanka Vas                    | + 8"                               | Manon Bakker                       | + 10"                              |
| Meisjes junioren | Afgelast vanwege coronamaatregelen | Afgelast vanwege coronamaatregelen | Afgelast vanwege coronamaatregelen | Afgelast vanwege coronamaatregelen | Afgelast vanwege coronamaatregelen | Afgelast vanwege coronamaatregelen |

## Resultaten

### Mannen elite
| Plaats                  | Naam                   | Tijd     |
| ----------------------- | ---------------------- | -------- |
| Europeese kampioenstrui | Eli Iserbyt            | 1u04'28" |
| Zilver                  | Michael Vanthourenhout | + 16"    |
| Brons                   | Lars van der Haar      | + 22"    |
| 4                       | Laurens Sweeck         | + 41"    |
| 5                       | Toon Aerts             | + 47"    |
| 6                       | Daan Soete             | + 52"    |
| 7                       | Felippe Orts Lloret    | + 1'01"  |
| 8                       | Quinten Hermans        | + 1'14"  |
| 9                       | Joshua Dubau           | + 1'21"  |
| 10                      | Vincent Baestaens      | + 1'28"  |

### Vrouwen elite
| Plaats                  | Naam                       | Tijd    |
| ----------------------- | -------------------------- | ------- |
| Europeese kampioenstrui | Ceylin del Carmen Alvarado | 40'45"  |
| Zilver                  | Annemarie Worst            | z.t.    |
| Brons                   | Lucinda Brand              | + 22"   |
| 4                       | Denise Betsema             | + 55"   |
| 5                       | Perrine Clauzel            | + 1'13" |
| 6                       | Eva Lechner                | + 1'18" |
| 7                       | Sanne Cant                 | + 1'20" |
| 8                       | Yara Kastelijn             | + 1'41" |
| 9                       | Alicia Franck              | + 1'48" |
| 10                      | Ellen Van Loy              | + 1'59" |

### Mannen beloften
| Plaats                  | Naam            | Tijd    |
| ----------------------- | --------------- | ------- |
| Europeese kampioenstrui | Ryan Kamp       | 51'28"  |
| Zilver                  | Thomas Mein     | + 12"   |
| Brons                   | Cameron Mason   | + 13"   |
| 4                       | Kyle Agterberg  | + 53"   |
| 5                       | Pim Ronhaar     | + 1'15" |
| 6                       | Tim van Dijke   | + 1'32" |
| 7                       | Mees Hendrikx   | + 1'40" |
| 8                       | Loris Rouiller  | + 1'42" |
| 9                       | Filippo Fontana | + 1'45" |
| 10                      | Federico Ceolin | + 1'56" |

### Vrouwen beloften
| Plaats                  | Naam               | Tijd   |
| ----------------------- | ------------------ | ------ |
| Europeese kampioenstrui | Puck Pieterse      | 40'56" |
| Zilver                  | Kata Blanka Vas    | + 8"   |
| Brons                   | Manon Bakker       | + 10"  |
| 4                       | Aniek van Alphen   | + 23"  |
| 5                       | Shirin van Anrooij | + 44"  |
| 6                       | Fem van Empel      | + 51"  |
| 7                       | Francesca Baroni   | + 52 " |
| 8                       | Sara Casasola      | + 52"  |
| 9                       | Anna Kay           | +117"  |
| 10                      | Gaia Realini       | +1'31" |

## Medaillespiegel
| Plaats | Land                | Goud | Zilver | Brons | Totaal |
| 1      | Nederland           | 3    | 1      | 3     | 7      |
| 2      | België              | 1    | 1      | 0     | 2      |
| 3      | Verenigd Koninkrijk | 0    | 1      | 1     | 2      |
| 4      | Hongarije           | 0    | 1      | 0     | 1      |
| Totaal | Totaal              | 4    | 4      | 4     | 12     |

## Reglementen

### Landenquota
Nationale federaties mochten per categorie het volgende aantal deelnemers inschrijven:
- 8 rijders + 4 reserve rijders

### Startvolgorde
De startvolgorde per categorie was als volgt:
1. Meest recente UCI ranking veldrijden
2. Niet gerangschikte renners: per land in rotatie (o.b.v. het landenklassement van het laatste WK). De startvolgorde van niet gerangschikte renners binnen een team werd bepaald door de nationale federatie.

### Prijzengeld
In onderstaande tabel vindt u de verdeling van het prijzengeld per categorie:
| Pos.   | Mannen elite | Vrouwen elite | Mannen U23 | Vrouwen U23 | Jongens junioren | Meisjes junioren |
| ------ | ------------ | ------------- | ---------- | ----------- | ---------------- | ---------------- |
| 1.     | € 1.400      | € 1.400       | € 700      | € 700       | € 350            | € 350            |
| 2.     | € 800        | € 800         | € 400      | € 400       | € 200            | € 200            |
| 3.     | € 600        | € 600         | € 300      | € 300       | € 150            | € 150            |
| Totaal | € 2.800      | € 2.800       | € 1.400    | € 1.400     | € 700            | € 700            |

## Uitzendschema
| Land       | Zender                                             | Datum               | Tijd          | Categorie              |
| ---------- | -------------------------------------------------- | ------------------- | ------------- | ---------------------- |
| Europa     | Eurosport 2 & Eurosport Player (digitaal platform) | Zaterdag 7 november | 13:55 - 15:00 | Vrouwen elite (live)   |
| Europa     | Eurosport 2 & Eurosport Player (digitaal platform) | Zondag 8 november   | 13:30 - 14:45 | Mannen elite (live)    |
| Pan-Europa | Global Cycling Network (digitaal platform)         | Zaterdag 7 november | 13:55 - 15:00 | Vrouwen elite (live)   |
| Pan-Europa | Global Cycling Network (digitaal platform)         | Zondag 8 november   | 13:30 - 14:45 | Mannen elite (live)    |
| België     | Eén (Sporza)                                       | Zaterdag 7 november | 13:45 - 15:15 | Vrouwen elite (live)   |
| België     | Eén (Sporza)                                       | Zondag 8 november   | 13:30 - 14:50 | Mannen elite (live)    |
| Denemarken | TV 2 Play (digitaal platform)                      | Zaterdag 7 november | 13:55 - 15:00 | Vrouwen elite (live)   |
| Denemarken | TV 2 Play (digitaal platform)                      | Zondag 8 november   | 13:25 - 14:50 | Mannen elite (live)    |
| Frankrijk  | France.tv (digitaal platform)                      | Zaterdag 7 november | 14:00 - 15:00 | Vrouwen elite (live)   |
| Frankrijk  | France.tv (digitaal platform)                      | Zondag 8 november   | 13:35 - 14:35 | Mannen elite (live)    |
| Italië     | Rai Sport                                          | Zaterdag 7 november | 13:50 - 15:20 | Vrouwen elite (live)   |
| Italië     | Rai Sport                                          | Zondag 8 november   | 13:20 - 14:55 | Mannen elite (live)    |
| Nederland  | NPO 1 (NOS)                                        | Zaterdag 7 november | 13:55 - 15:00 | Vrouwen elite (live)   |
| Nederland  | NPO 1 (NOS)                                        | Zondag 8 november   | 13:25 - 14:50 | Mannen elite (live)    |
| Wereldwijd | Website EK veldrijden 2020 (digitaal)              | Zaterdag 7 november | 12:30 - 13:25 | Mannen beloften (live) |

## Organisatie
De organisatie was in handen van Stichting Grote Prijs van Brabant. De organisatie heeft een éénmalige bijdrage van € 30.000 ontvangen van de gemeente 's-Hertogenbosch, ten behoeve van de organisatie van het evenement. Er is € 15.000 uitgekeerd vanuit de afdeling Sport & Recreatie en € 15.000 vanuit de afdeling Strategie.